# Karanja
Karanja es una ciudad y  municipio situada en el distrito de Washim en el estado de Maharashtra (India). Su población es de 67907 habitantes (2011). Se encuentra a  orillas del río Adan, a 61 km de Washim y a 604 km de Bombay.

## Demografía
Según el censo de 2011 la población de Karanja era de 67907 habitantes, de los cuales 34703 eran hombres y 33204 eran mujeres. Karanja tiene una tasa media de alfabetización del 88,71%, superior a la media estatal del 82,34%: la alfabetización masculina es del 91,99%, y la alfabetización femenina del 86,49%.